# Bičer
Bičer är en ort i Bosnien och Hercegovina.   Den ligger i entiteten Federationen Bosnien och Hercegovina, i den centrala delen av landet, 40 kilometer nordväst om huvudstaden Sarajevo. Bičer ligger 507 meter över havet och antalet invånare är 379.
Terrängen runt Bičer är kuperad. Runt Bičer är det ganska tätbefolkat, med 93 invånare per kvadratkilometer.. Närmaste större samhälle är Zenica, 17,3 kilometer nordväst om Bičer. 
Omgivningarna runt Bičer är en mosaik av jordbruksmark och naturlig växtlighet.